# Заколот року Капсін
Заколот року Капсін - триденне повстання, що почалося 4 грудня 1884 в Кореї і стало невдалою спробою державного перевороту проти династії, що правила у Чосоні. Назву «Капсін» (яп. 甲シン) воно отримало від імені 1884 року за китайським 60-річним циклом (система гань-чжі).

## Передісторія
Після припинення політики ізоляції Японії (Бакумацу) та подальшої швидкої модернізації країни група корейських реформаторів Кехваба на чолі з Кім Ок Кюном та Пак Ен Хе мала намір здійснити такі ж реформи і в Кореї. Щоб знищити консервативну фракцію при корейському дворі, що чинить опір реформам, 4 грудня 1884 вони зайняли королівський палац[який?] ] у Хансоні (нині Сеул).
Щоб протистояти загрозі, Імператриця Мьонсонхванху таємно закликала китайські війська (Корея на той момент вважалася формальним васалом імперії Цін) для придушення погано спланованого перевороту. Через три дні китайський гарнізон у Хансоні, який налічував 1500 осіб , на чолі з Юань Шикаєм зумів придушити переворот. У ході зіткнень спалено будівлю японського посольства, 40 японців загинули. Кім Ок Кюн та інші реформатори, що вижили, розраховували на серйозну підтримку Японії, були змушені втекти в цю країну  .

## Наслідки
Уряд Японії зажадав від Кореї вибачень і компенсації, що призвело до укладання 9 січня 1885 Хансонского договора , згідно з яким дипломатичні відносини між державами були відновлені, а Японія отримувала 110 000 ієн і земельну ділянку для зведення нової будівлі посольства. Провал перевороту став серйозною невдачею руху за реформи в Кореї: його лідерів було вигнано з країни на 10 років, а застосування ними сили морально дискредитувало Японію як зразок для модернізації Кореї  .